# Seznam osob pohřbených v pařížském Pantheonu

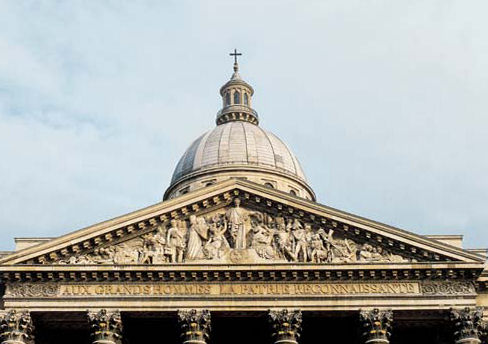
Nápis ve frontonu: Aux grands Hommes, la Patrie reconnaissante (Velkým mužům vděčná vlast)

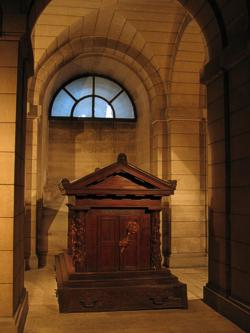
Hrob J. J. Rousseaua

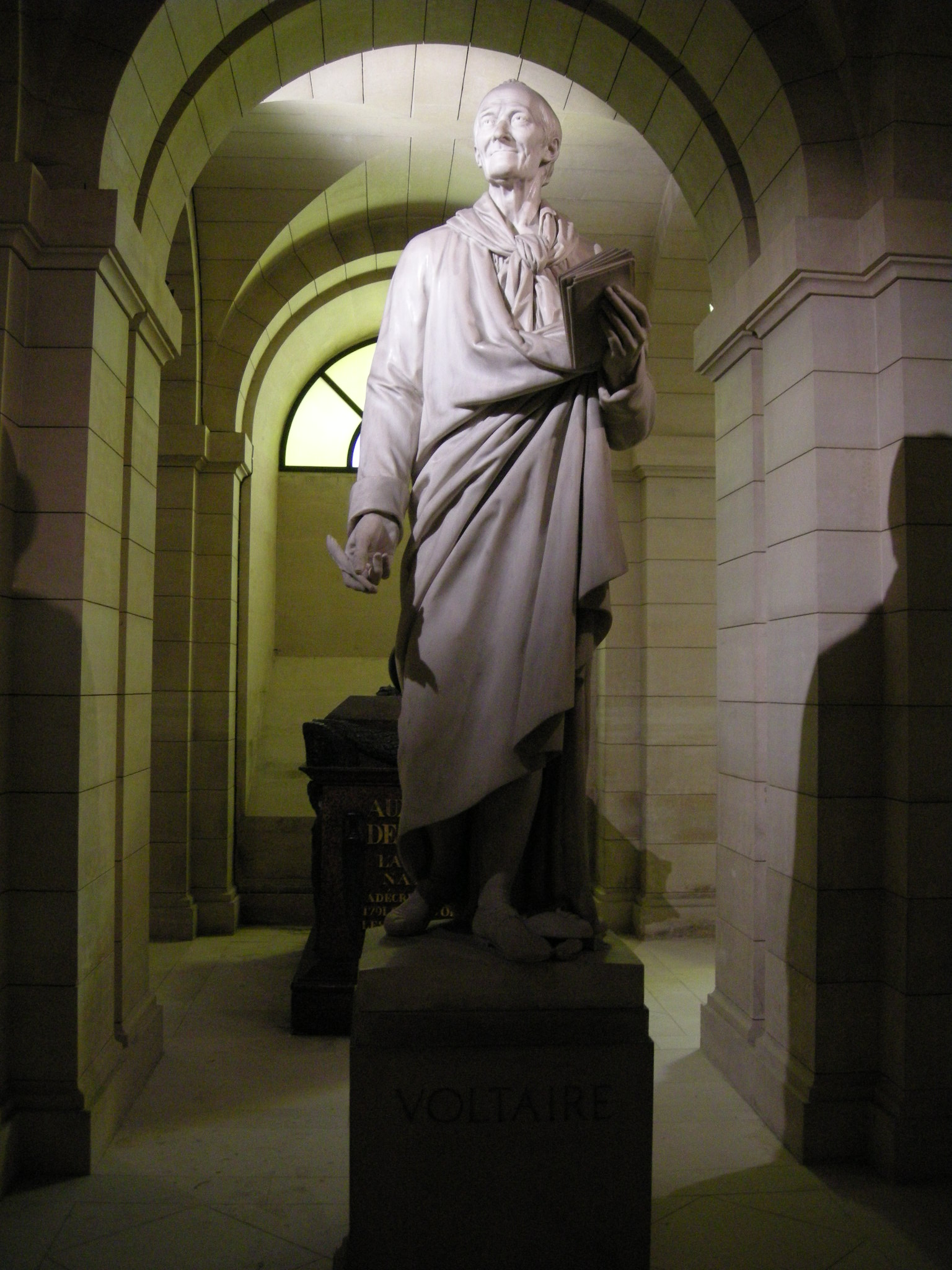
Voltairův hrob

Seznam osob pohřbených v pařížském Pantheonu zahrnuje všechny osobnosti, jejichž ostatky byly umístěny do podzemní krypty Pantheonu v Paříži. V Pantheonu jsou ukládány významné osobnosti francouzských dějin. Seznam je rozdělen podle jednotlivých hrobek.

## Přístupové schodiště do krypty
- Léon Gambetta (1838–1882), politik, uložena urna s jeho srdcem

## Vstup do krypty
- Jean-Jacques Rousseau (1712–1778), filozof a spisovatel
- Voltaire (1694–1778), filozof a spisovatel
- Jacques-Germain Soufflot (1713–1780), první architekt Pantheonu

## Hrobka II
- Jean-Ignace Jacqueminot (1758–1813), advokát
- Claude Juste Alexandre Legrand (1762–1815), generál, účastník bitvy u Slavkova
- Joseph Louis Lagrange (1736–1813), matematik
- Jean Rousseau (1738–1813), politik
- Michel Ordener (1755–1811), generál, účastník bitvy u Slavkova
- Hyacinthe-Hughes Timoléon de Cossé (1746–1813), politik
- Antoine-Jean-Marie Thenevard (1733–1815), viceadmirál a senátor
- Alexandre-Antoine Hureau de Sénarmont (1769–1811), generál, urna s jeho srdcem
- Claude Ambroise Régnier (1746–1814), soudce
- Jean Marie Pierre Dorsenne (1773–1812), generál
- Justin de Viry (1737–1813), politik

## Hrobka III
- Ippolito-Antonio Vincenti-Mareri, (1738- 1811), kardinál, biskup v diecézi Sabina-Poggio Mirteto
- Louis Antoine de Bougainville (1729–1811), mořeplavec
- Charles Erskine de Kellie (1739–1811), kardinál
- Joseph Maria Vien (1716–1809), malíř, učitel J. L. Davida
- Louis Charles Vincent Le Blond de Saint-Hilaire (1766–1809), generál, účastník bitvy u Esslingu
- Nicolas Marie Songis des Courbons (1761–1811), generál
- Jean-Baptiste Treilhard (1742–1810), advokát a poslanec Konventu, spolutvůrce občanského a trestního zákoníku
- Justin Bonaventure Morard de Galles (1761–1809), admirál a senátor, urna s jeho srdcem
- Charles Pierre Claret de Fleurieu (1738–1810), námořník a politik
- Pierre Garnier de Laboissière (1755–1809), generál a senátor
- Giovanni Battista Caprara (1733–1810), papežský legát
- Emmanuel Crétet (1747–1809), úřední a politik

## Hrobka IV
V této části jsou uloženi protestanti:
- Jean Frédéric Perregeaux (1744–1808), finančník a první ředitel Banque de France
- Jean-Guillaume de Winter, (1761–1812), admirál
- Frédéric Henri Walther (1761–1813), generál
- Jean Louis Ébenezel Reynier (1771–1814), generál

## Hrobka V
- François Barthélemy Beguinot (1747–1808), generál
- Antoine-César de Choiseul-Praslin (1756–1808), generál a senátor
- Jean-Étienne-Marie Portalis (1746–1807), politik
- Jean-Pierre Firmin Malher (1761–1808), generál, urna s jeho srdcem
- Louis-Pierre-Pantaléon Resnier (1759–1807), spisovatel a senátor
- Auguste Jean-Gabriel de Caulaincourt (1741–1808), generál
- Claude-Louis Petiet (1749–1806), generál a senátor
- Pierre Jean Georges Cabanis (1757–1808), lékař, básník a filozof
- Girolamo-Luigi Durazzo (1739–1809), politik, dóže Ligurské republiky, urna s jeho srdcem
- François-Denis Tronchet (1749–1806), politik a právník, spolutvůrce občanského zákoníku
- Jean-Baptiste Papin (1756–1809), politik a právník

## Hrobka VI
- Jean Moulin (1899–1943), velitel Résistance
- André Malraux (1901–1976), spisovatel, ministr kultury
- René Cassin (1887–1976), právník, odbojář, nositel Nobelovy ceny za mír, spolutvůrce Všeobecné deklarace lidských práv
- Jean Monnet (1888–1979), ekonom, jeden ze zakladatelů Evropské unie

## Hrobka VII
Ostatky těchto tří osob byly do Pantheonu převezeny v roce 1989 u příležitosti 200. výročí Velké francouzské revoluce:
- Henri Grégoire (1750–1831), duchovní a senátor, bojoval za udělení občanství židům a proti otroctví
- Gaspard Monge (1746–1818), matematik, vynálezce deskriptivní geometrie a zakladatel École Polytechnique
- Nicolas de Condorcet (1743–1794), filozof, politik a matematik

## Hrobka VIII
- Pierre Curie (1859–1906), fyzik, nositel Nobelovy ceny za fyziku 1903
- Marie Curie-Skłodowská (1867–1934), fyzička, nositelka Nobelovy ceny za fyziku 1903, a Nobelovy ceny za chemii 1911, jediná žena se dvěma Nobelovými cenami a jediná pohřbená v Pantheonu

## Hrobka XXII

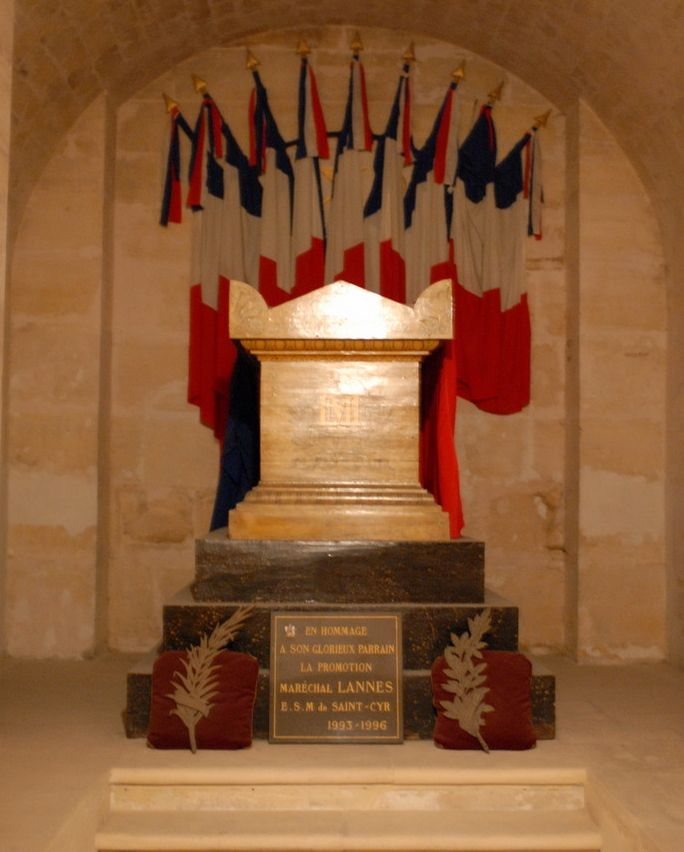
Hrob J. Lannese

- Jean Lannes (1769–1810), generál

## Hrobka XXIII
Ostatky čtyř osob byly do Pantheonu převezeny v roce 1889 u příležitosti 100. výročí Velké francouzské revoluce:
- Lazare Nicolas Marguerite Carnot (1753–1823), matematik, generál a politik
- François Séverin Marceau (1769–1796), generál
- Théophile-Malo de La Tour d'Auvergne-Corret (1743–1800), voják
- Jean-Baptiste Baudin (1811–1851), politik

Dále je zde uložen:
- Marie François Sadi Carnot (1837–1894), francouzský prezident, zavražděn v Lyonu

## Hrobka XXIV

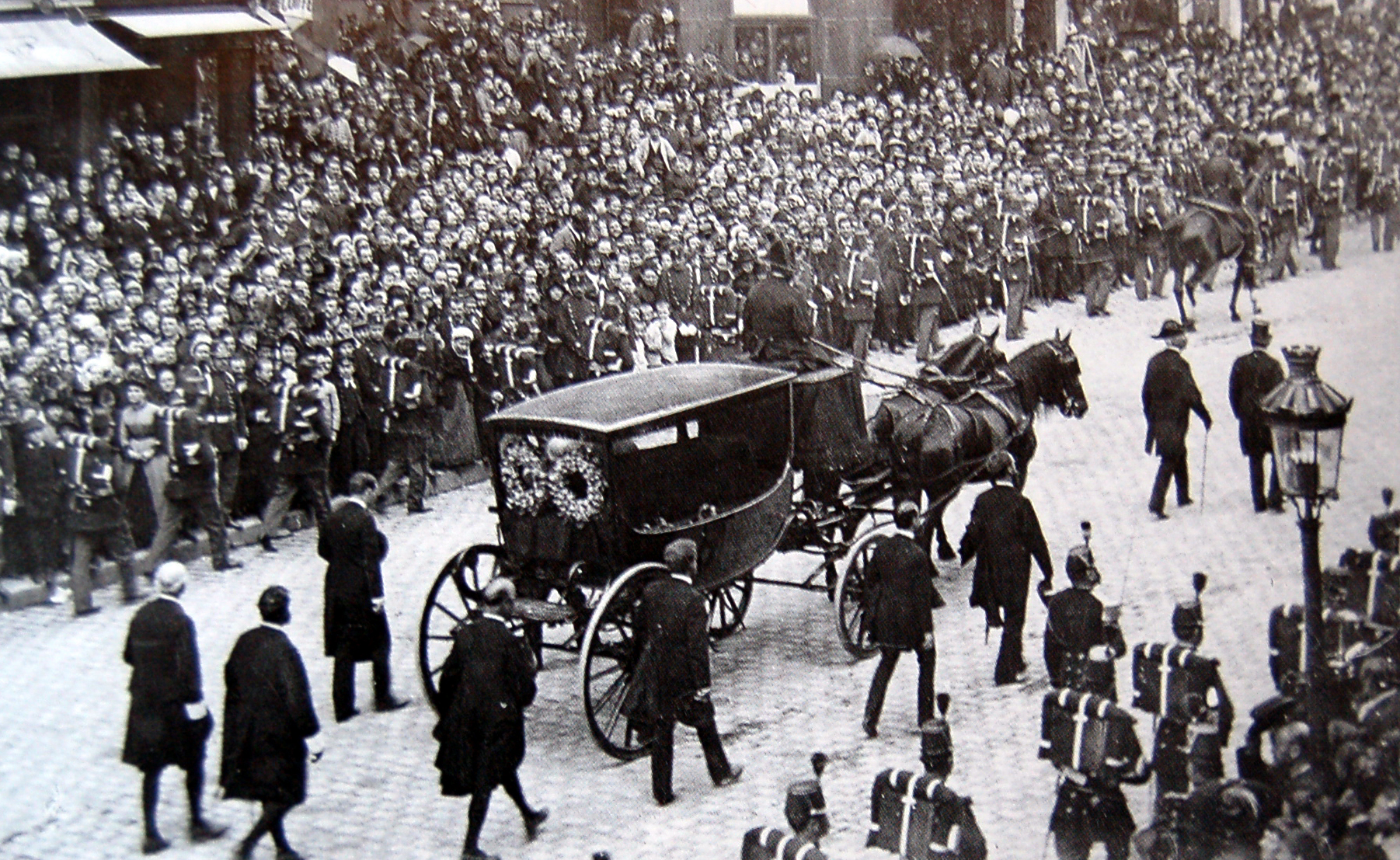
Pohřeb V. Huga (1885)

- Victor Hugo (1802–1885), spisovatel
- Alexandre Dumas (1802–1870), spisovatel
- Émile Zola (1840–1902), spisovatel

## Hrobka XXV
- Paul Painlevé (1863–1933), matematik a politik
- Jean Baptiste Perrin (1870–1942), fyzik
- Louis Braille (1809–1852), vynálezce písma pro slepce
- Marcellin Berthelot (1827–1907), chemik a politik
- Paul Langevin (1872–1946), fyzik

## Hrobka XXVI
- Jean Jaurès (1859–1914), politik
- Adolphe Sylvestre Félix Éboué (1894–1944), politik, první barevný muž v Pantheonu
- Victor Schoelcher (1804–1893), politik, bojovník proti otroctví. Dle své závěti pohřben i se svým otcem Marcem Schoelcherem.

## Osobnosti dříve uložené v Pantheonu
Ostatky některých osobností uložených v Pantheonu byly z něj později opět vyneseny z důvodů přehodnocení jejich významu pro historii:
- Honoré Gabriel Riqueti de Mirabeau (1749–1791), první osobnost pohřbená v Pantheonu 4. dubna 1791. Ale 12. září 1794 Konvent rozhodl o odstranění jeho ostatků. Ty byly uloženy anonymně na hřbitově Clamart, který se nacházel v 5. obvodu, při průzkumu v roce 1889 již nebyly nalezeny.
- Louis-Michel Lepeletier de Saint-Fargeau (1760–1793), politik a právník, o vyjmutí jeho těla rozhodl Konvent 8. února 1795.
- Auguste Marie Henri Picot de Dampierre (1756–1793), generál, tělo bylo z Pantheonu přeneseno v roce 1836.
- Jean Paul Marat (1743–1793), lékař, fyzik, novinář a politik. Tělo uloženo 5. září 1794, ale již 8. února 1795 bylo rozhodnuto o jeho přenesení na hřbitov u sousedního kostela Saint-Étienne-du-Mont.

## Osobnosti nepřenesené
O třech osobnostech, které mohly být v Pantheonu pohřbeny, se jednalo, rozhodnutí však nikdy nebylo vyneseno:
- René Descartes (1596–1650), matematik, fyzik a filozof, jeho tělo je pohřbeno ve Stockholmu
- Joseph Bara (1779–1793), voják a revolucionář
- Joseph Agricol Viala (1780–1793), revolucionář

Naopak generál Nicolas-Joseph Beaurepaire (1740–1792) měl být přenesen do Pantheonu, jeho tělo se však nenašlo.